# Кикута, Хироки
Хироки Кикута (яп. 菊田 裕樹, род. 29 августа 1962, Айти, Япония) — японский игровой композитор, наиболее известный по таким играм как Secret of Mana, Seiken Densetsu 3, Soukaigi и Koudelka, в отношении которой исполнил также роль продюсера и концептуального дизайнера.
Музыкой стал интересоваться ещё в детстве, однако позже ушёл в сторону религиозных учений, философии и культурной антропологии, окончил в этой области университет Кансай. Несколько лет занимался иллюстрированием манги, написал музыкальный ряд для нескольких аниме и, наконец, устроился на постоянное место работы в компанию Square, где принимал участие в ряде ролевых проектов. После нескольких удачных саундтреков к РПГ принял решение основать свою собственную студию по производству игр, Sacnoth, занял должность исполнительного директора и президента этой образовавшейся компании. По окончании работы над Koudelka уволился и оттуда, став независимым композитором. На данный момент является владельцем звукозаписывающего лейбла под названием Norstrilia, сотрудничает с другими артистами и занимается продюсированием различных альбомов, а также переизданием старых записей. Его музыка исполнялась на нескольких живых концертах, в частности на Symphonic Fantasies, проходившем в 2009 году в немецком Кёльне. Дискография Кикуты включает сборники композиций с аранжировками на фортепиано, выпущено несколько нотных книг.
Стилистически музыка композитора весьма разнообразна, но по жанру скорее ближе року. Сам он отмечал, что наибольшее влияние на его творчество оказали группа Pink Floyd и гитарист Аллан Холдсворт. При написании музыки главным для Кикуты всегда остаётся естественность звучания, по-его словам, музыка должна быть естественна подобно дыханию. Будучи любителем путешествовать, Кикута часто привносит в свои мелодии виденное и пережитое, перекладывает на ноты впечатления от посещённых стран. Среди других игровых композиторов не имеет предпочтений, положительно отзываясь лишь о Хитоси Сакимото, вместе с которым довелось поработать в Square. Своей любимой работой считает композицию под названием «Overture» из игры Concerto Gate.

## Дискография
| Аниме             | Аниме                                       | Аниме                                                             |
| Год               | Название                                    | Роль                                                              |
| ----------------- | ------------------------------------------- | ----------------------------------------------------------------- |
| 1990              | The Adventure of Robin Hood                 | композитор                                                        |
| 1994              | Легенда о принцессе Белоснежке              | композитор                                                        |
| Компьютерные игры |                                             |                                                                   |
| Год               | Название                                    | Роль                                                              |
| 1992              | Romancing SaGa                              | звуковые эффекты                                                  |
| 1993              | Secret of Mana                              | композитор, аранжировщик                                          |
| 1995              | Seiken Densetsu 3                           | композитор, аранжировщик                                          |
| 1998              | Sōkaigi                                     | композитор, аранжировщик                                          |
| 1999              | Koudelka                                    | композитор, аранжировщик, концептуальный дизайнер, автор сценария |
| 2004              | Sora no Iro, Mizu no Iro                    | композитор, аранжировщик                                          |
| 2004              | Chou Bukyo Taisen (отменена)                | композитор, аранжировщик, концептуальный дизайнер                 |
| 2005              | Sakura Relaxation                           | композитор, аранжировщик                                          |
| 2005              | Nidzuma wa Sailor Fuku                      | композитор, аранжировщик                                          |
| 2006              | Tennin-So Kitan                             | композитор                                                        |
| 2006              | Kaijinki                                    | композитор                                                        |
| 2007              | Concerto Gate                               | композитор, аранжировщик (совместно с Кэндзи Ито)                 |
| 2010              | Shining Hearts                              | композитор, аранжировщик                                          |
| Прочие работы     |                                             |                                                                   |
| Год               | Название                                    | Роль                                                              |
| 1993              | Secret of Mana+                             | аранжировщик                                                      |
| 2006              | Lost Files                                  | композитор                                                        |
| 2006              | Kitan Celestial Grass                       | композитор, аранжировщик                                          |
| 2006              | Emperor of the Sea                          | композитор, аранжировщик                                          |
| 2007              | Alphabet Planet                             | композитор                                                        |
| 2008              | In the Sky on the Water                     | композитор, аранжировщик                                          |
| 2008              | Love Relaxation                             | композитор, аранжировщик (совместно с Кано Каору)                 |
| 2008              | Nice Life as Wife                           | композитор, аранжировщик (совместно с Мами Накаямой)              |
| 2009              | DoDonPachi Dai-Ou-Jou Premium Arrange Album | аранжировщик (в числе прочих)                                     |
| 2010              | Tiara                                       | композитор, аранжировщик                                          |